# Национальный музей Словении

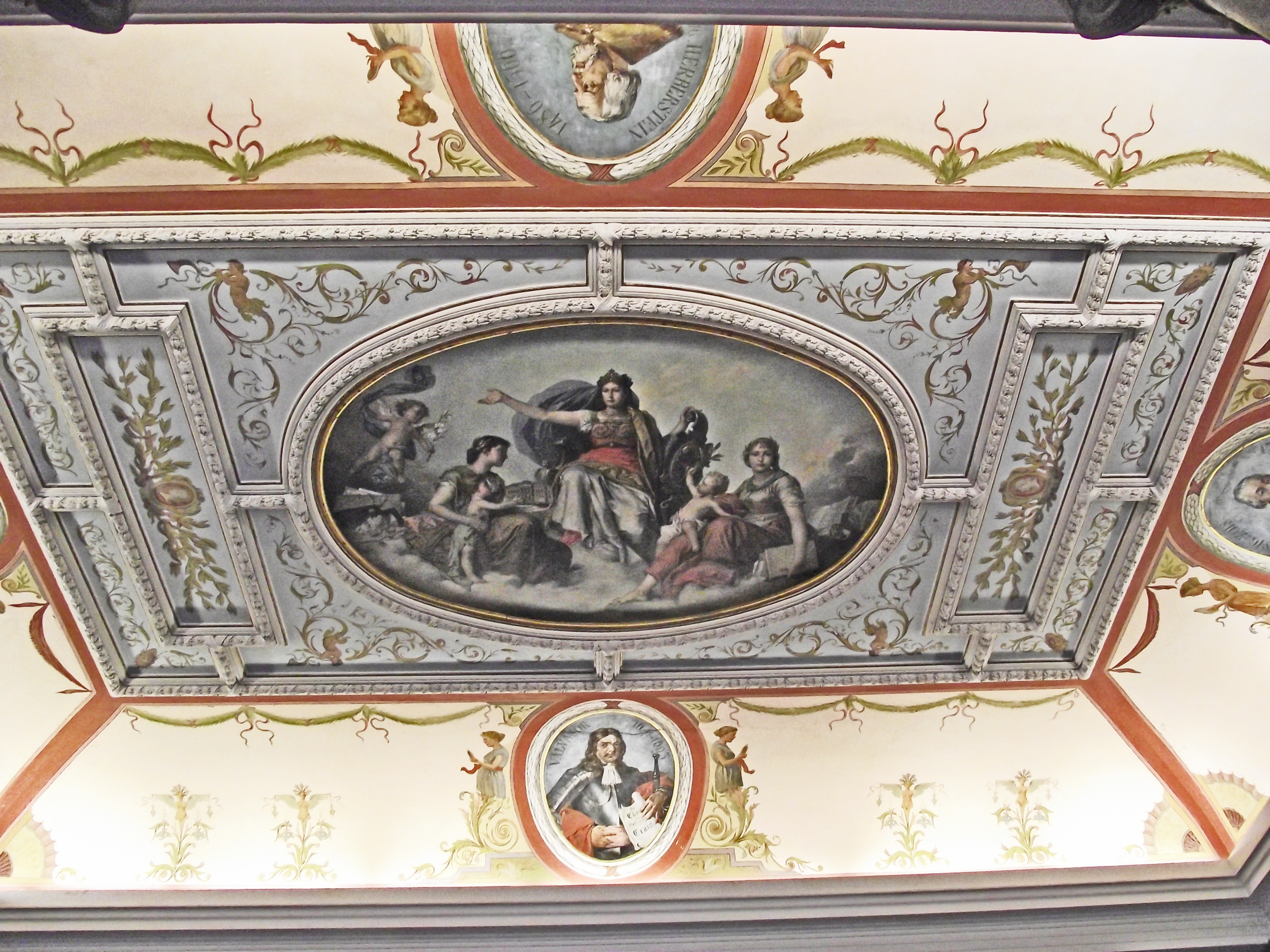
Плафон, выполненный на потолке музея

Национа́льный музе́й Слове́нии (словен. Narodni muzej Slovenije) в Любляне — ведущий музей Словении.
Музей расположен в центральном районе города, недалеко от парка Тиволи. Наряду с музеем естественной истории Словении, расположенный в том же здании, Национальный музей Словении является старейшим научным и культурным учреждением страны. Музей располагает обширной коллекцией археологических находок, старинных монет и банкнот (в отделе нумизматики на первом этаже), коллекцией гравюр, рисунков и предметов декоративно-прикладного искусства.

## История
Музей был основан в 1821 году как «Музей-усадьба Крайны» (нем. Krainisch Ständisches Museum). Пять лет спустя австрийский император Франц II решил лично спонсировать музей и приказал его переименовать в «Провинциальный музей Крайны». В 1882 году музей был переименован в «Провинциальный музей Крайны — Рудольфинум» в честь кронпринца Рудольфа.
После образования Королевства Словенцев, Хорватов и Сербов название было изменено на «Национальный музей». В 1923 году этнографические коллекции музея были переданы новому Словенскому этнографическому музею, а в 1933 году большая часть коллекции изобразительного искусства была передана Национальной галерее Словении. В 1944 году от музея отделился Словенский музей естественной истории (в то время Музей естественных наук), хотя и остался в этом же здании. В 1953 году большая часть архивов была перевезена в дворец Грубер.
В 1992 году переименован в «Национальный музей Словении».

## Здание
Главное здание Национального музея расположено недалеко от зданий словенского парламента и Министерства иностранных дел, прямо напротив здания оперного театра Любляны. Музей был построен в стиле неоренессанса мастером Вильгельмом Трео в сотрудничестве с Яном Владимиром Храски между 1883 и 1885 годом. Трео в основном следовал проекту венского архитектора Вильгельма Резори.
Дизайн интерьера был разработан Храски, потолок главного зала украшен медальонами художников Янеза и Юрия Шубиц. Медальоны были созданы в 1885 году. Янез Шубиц написал аллегорические картины на тему: «Карниола — защитник искусств и наук», в то время как Юрий Шубиц написал четыре портрета известных словенцев: Янеза Вайкарда Вальвазора, Валентина Водника, Зигмунда Герберштейна и Зигмунда Зойса. Пространство между медальоны расписано Карелом Липовшеком.
Здание было торжественно открыто 2 декабря 1888 года и стало первым зданием в словенских землях, используемым исключительно для музейных целей. Бронзовый памятник Янезу Вайкарду Вальвазору работы скульптора Алоиза Гангла был установлен перед зданием музея в 1903 году.

## Награды
- Золотой Орден «За заслуги»[словен.] (25 октября 2021 года, Словения)[1].